# دار السلطان (آسفي)
دار سلطان أو القصبة العالية هي قلعة من العصور الوسطى تقع في مدينة آسفي بالمغرب. صُنّفت القلعة كمعلمة أثرية وطنية منذ سنة 1922، وتضم حاليًا المتحف الوطني للخزف المغربي.
أُضيفت إليها العديد من المرافق والمكاتب الإدارية مع الاحتفاظ بمظهرها الخارجي، كما أُضيفت إليها كذلك في نفس هذه الفترة محكمة وأبراج ومنزل على الطراز الموريسكي، وتستعمل حاليا ساحتها الفسيحة لإقامة المهرجانات الثقافية والفنية ومعارض للفن التشكيلي.

## تاريخ
يُرجّح بناؤها إبان عهد الدولة الموحدية ما بين القرن الثاني عشر والقرن الثالث عشر، استوطنها البرتغاليون بين عامي 1508 و1541، حيث شيدوا الحصن الذي مازال يحمل نقيشة شعار ملكهم مانويل الأول.
بعد أن استولى السعديون على القلعة، تم تجهيزها بعدة مدافع من صنع هولندي وإسباني. خلال القرن الثامن عشر، في عام 1762، بنى هناك قصر الباهية للأمير العلوي مولاي هشام.
خلال فترة الاحتلال الفرنسي للمغرب، عملت القلعة كمكتب للمراقب المدني تحت اسم «بيرو عراب». سنة 1990 أصبحت القلعة مكانا للمتحف الوطني للسيراميك.

## صور

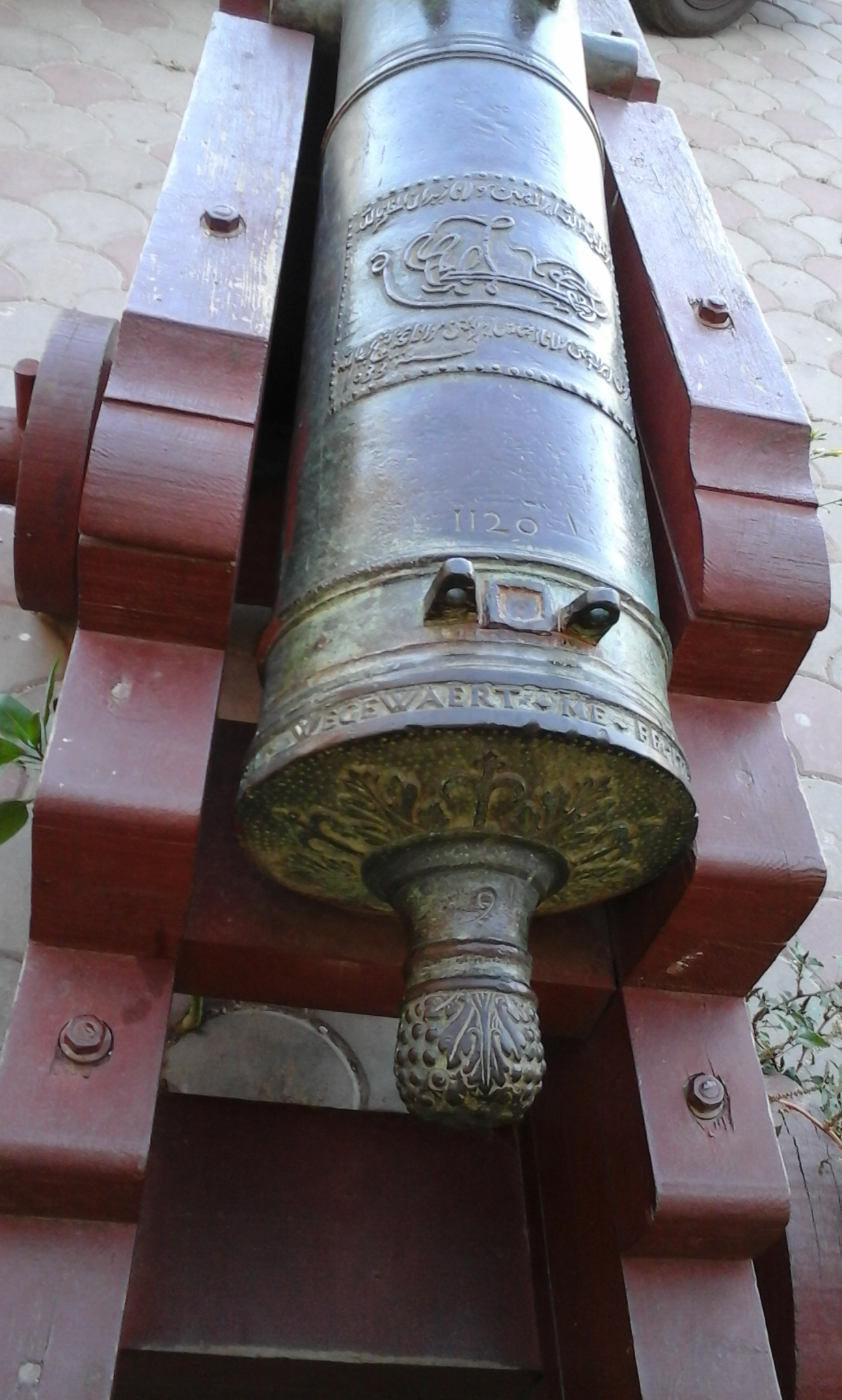
مدفع عند مدخل دار سلطان بختم عربي وهولندي.
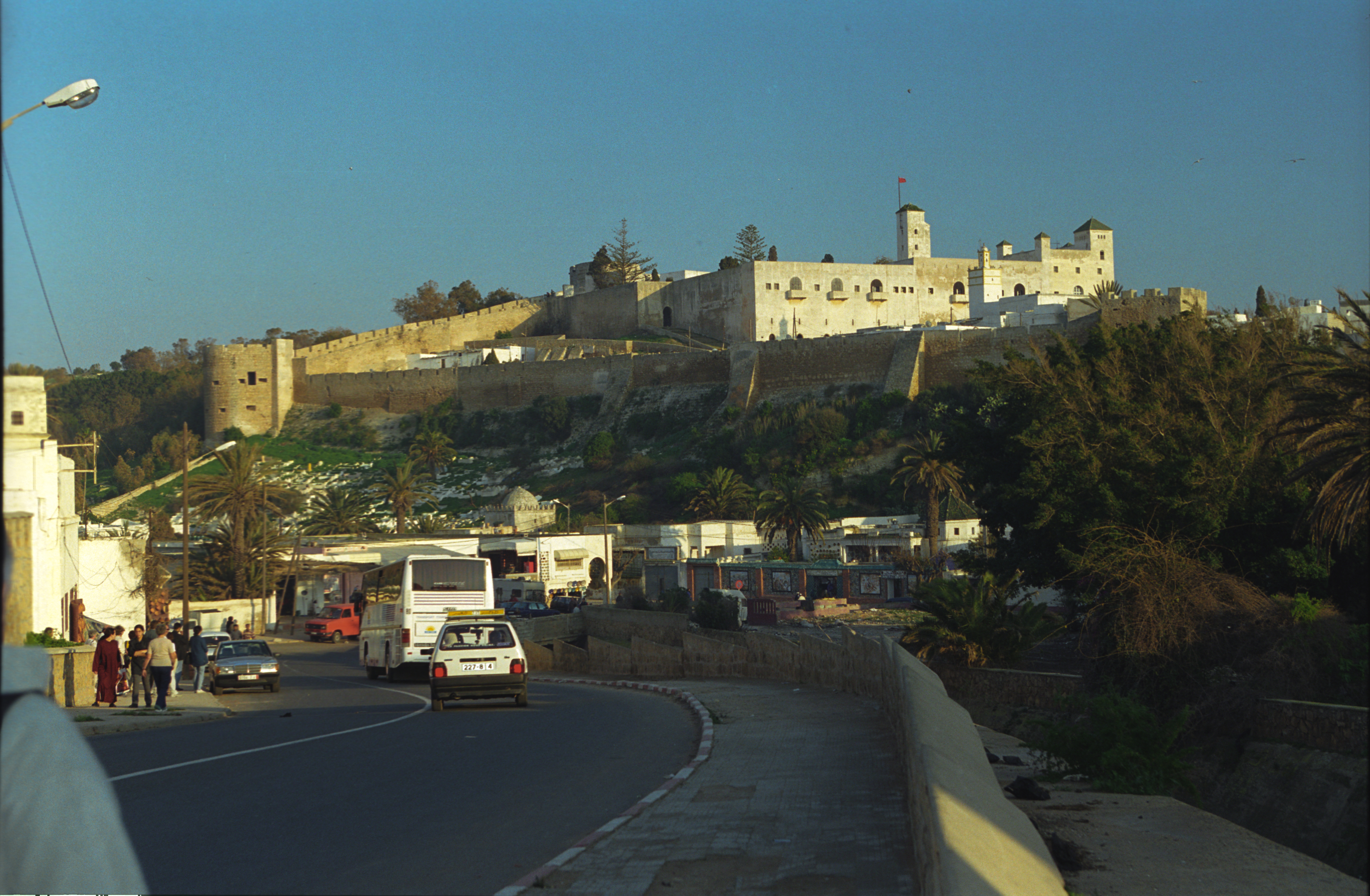
منظر من باب الشعب.

## روابط خارجية
- القصبة العالية أو دار السلطان .. تعرف على تاريخ هذه المعلمة التاريخية بآسفي